# Манастир Морача
Манастир Морача је мушки манастир један од најзначајнијих српских средњовјековних споменика на подручју Црне Горе. Подигнут је 1252. године. Ктитор манастира био је кнез Стефан Немањић, син титуларног краља Вукана Немањића и унук великог жупана Стефана Немање. Манастир је настао на подручју светосавске Зетске епархије, а данас припада Митрополији црногорско-приморској, у саставу Српске православне цркве.
Манастир се налази у општини Колашин, на десној обали ријеке Мораче, у проширеном дијелу кањона, на природној заравни. Испод манастира је водопад Светигора, чије се воде одливају у ријеку Морачу.
Старешина манастира је архимандрит Рафаило (Калик) са братством на челу од 1. јануара 1982. године.

## Историја
Ктиторски натпис на надвратнику западног портала свједочи да је морачки храм 1252. године подигао кнез Стефан, који је био млађи син титуларног краља Вукана Немањића и унук великог жупана Стефана Немање.
У вријеме оснивања, манастир је припадао светосавској Зетској епископији, која је основана 1219. године у саставу Жичке архиепископије, а потом је 1346. године, приликом проглашења Пећке патријаршије, уздигнута на степен почасне (насловне) митрополије. Од самог оснивања, манастир је био у саставу државе Немањића, односно средњовјековне Краљевине Србије и потоњег Српског царства, а уједно је био и важна станица на трговачком путу који је водио од Оногошта до Брскова.
Након стварања удеоних феудалних области, манастир се заједно са широм облашћу око горњег тока ријеке Мораче нашао на размеђи држава Балшића, Бранковића, Лазаревића и Косача. Област је потпала под турску власт средином 15. вијека, тако да манастир Морача никада није припадао држави Црнојевића. Током раздобља турске власти, манастир се заједно са морачким нахијама налазио у саставу Херцеговачког санџака.
Према забиљеженом предању, манастир је био спаљен 1505. године, а потом је дуго остао пуст. Недуго након обнове Пећке патријаршије (1557) отпочела је и обнова манастира Мораче, која је довршена око 1574. године, заслугом игумана Томе и народног првака Вукића Вучетића, а том приликом је на натпису о обнови забиљежена и смрт српског патријарха Макарија. Украшавање манастирског храма настављено је све до краја 16. вијека и током 17. вијека. Манастир је у то вријеме имао значајну улогу у очувању православне вјере на ширем подручју брдских племена.
Средином 17. вијека, поједини римокатолички мисионари покушали су да злоупотребе углед манастира Мораче, путем стварања разних кривотворених списа о наводним саборима у овом манастиру током 1648. и 1653. године. Иако су поједини старији истраживачи поклањали повјерење тим спорним списима, потоње научне анализе су показале да је ријеч о фалсификатима, који немају везе са манастиром Морачом и историјском стварношћу.
Током 18. вијека, манастир је био једно од најважнијих црквених сједишта у широј области Брда. Након стварања заједничке црногорско-брдске државе (1796) и њеног постепеног ширења према унутрашњости, манастир се већ око 1820. године ослободио од сваке турске власти, што је потврђено и накнадним разграничењем између Књажевине Црне Горе и Османског царства.
Последњи турски напад на манастир догодио се 11. јуна 1877. године, а на челу брђанског батаљона који је одбранио манастир налазио се тадашњи морачки игуман Митрофан Бан, који је касније постао цетињски митрополит (1885-1920). Током његовог десетогодишњег игуманства (1869-1879), манастир Морача је знатно узнапредовао у материјалном и духовном погледу.
Почевши од 1878. године, манастир се налазио у саставу новостворене Захумско-рашке епархије, којој је припадао све до 1931. године, када је ова епархија укинута и прикључена Митрополији црногорско-приморској.
Данашњи изглед манастира потиче из 1935. године када је учињена знатна рестаурација, у време митрополита Дожића и игумана Мирона Меденице. Први аутомобил је стигао до манастира 2. септембра 1936, када је један колашински трговац прешао 20 км "беспутног терена" за два сата. У то време, љубљанско предузеће "Тавчар" је уз велике тешкоће градило пут Колашин – Манастир Морача – Ровци – Подгорица.
У близини манастира планирана је изградња акумулације за хидроцентралу.

## Старешине манастира
- Аксентије Шундић, (1790—1826)
- Димитрије Радојевић, (1831—1864)
- Висарион Љубиша, (1864—1867)
- Митрофан Бан, (1867—1879)
- Михаило Дожић, (1879—1914)
- Мирон Меденица, (1936—1940)
- Гаврило Дабић, (1941—1942)
- Иларион Милатовић, (1942—1944)
- Петар Обреновић, (1945—1947)
- Кирило Раичевић, (1957—1965)
- Стефан Калик, (1965—1972)
- Максимилијан Бикицки, (1972—1981)
- Рафаило Калик, (1981—тренутни)

## Архитектура и сликарство
Манастирски комплекс се састоји од цркве која је посвећена празнику Успења Пресвете Богородице, мале цркве Светога Николе и зграда конака. Порта манастира опасана је високим зидом са две капије. Црква је велика једнобродна грађевина, подигнута у стилу рашких цркава, са полукружном апсидом, бочним певницама и куполом. За разлику од цркава грађених у приморском стилу, зидови су јој омалтерисани. Уз наос је саграђена пространа припрата. Главни портал је урађен у романичком стилу.
Посебну знаменитост манастира Мораче представља његов живопис. Од првобитног сликарства из 13. вијека сачуван је само мањи дио у ђаконикону, где се монументалношћу и снагом израза издваја 11 композиција из живота пророка Илије. Снага и монументалност тог сликарства надмашује све што је у српком фреско-сликарству 13. вијека створено, пре Сопоћана. Остали дио првобитног живописа страдао је у првој половини 16. вијека, када су манастир опустошили Турци и однели оловни кров. Обнова живописа започета је у другој половини 16. вијека и тада је почео да настаје други слој фресака, које су знатно боље очуване.

## Библиотека
Почевши од најстаријих времена, манастир Морача је био центар писмености и преписивачке дјелатности. Постојање манастирске библиотеке са скрипторијумом, посвједочено је у континуитету од 16. вијека, од када потичу и најстарије рукописне књиге за које се поуздано може утврдити да су настале управо у овом манастиру. Током познијих времена, а поготово од 19. вијека, манастирска библиотека је знатно увећана новијим издањима.
Комунисти су на ломачи спалили 1952. године књиге и архивску грађу из (до тада) огромне књижнице ове свете обитељи. Спаљивање се обавило у присуству тадашњих колашинских партијских функционера.

## Путописне белешке
Један од најдетаљнијих описа Морачe у вријеме црногорско-брдског владике Петра II Петровића-Његоша дао је руски писац и дипломата Јегор Петрович Коваљевски (1811—1868), који је боравио у Црној Гори и Брдима средином 1841. године и записао: „Манастир се пред нама показао изненада и одједанпут, када смо били свега на неколико корака од њега. На стјеновитој обали Морачe уздизала се древна црква словенске архитектуре, предмет захвалности и дивљења нахија цијеле Црне Горе, али и предмет ужаса непријатеља крста, мјесто чудеса и славе господње, једини остатак града српског краља Стефана, који је он изградио, у којему је живио и умро”, а у наставку излагања је додао: „У цркви су сачувани зидови, чврсто очувани од тесане седре. Једино су мермерни стубови код улаза и врата, који цркву дијеле на двоје, унеколико пострадали: њихова сјајна политура вјероватно је изазвала халапљивост Турака. Није тако било у унутрашњости храма: од сјајних времена српских краљева остао је једино ћивот краља Стефана непокретан и неотворен, без обзира на настојања муслимана и хришћана. Гробница је од полираног мермера. На њој нема ни цртежа ни натписа. Натпис је вјероватно био на посебној металној табли. Црквене двери дуго скриване у једној пећини сада се налазе у цркви, на претходном мјесту, и исто су онако лијепе као и раније. Оне су покривене разним шарама необично умјетнички изграђеним у мозаику — од црног дрвета и слонове кости. Неколико живописних ликова у лијевом предворју олтара, натпис на дверима све из времена изградње цркве. Оснивачка повеља манастира: уски свитак дуг два аршина сличан нашим старим свицима, који детаљно означава cвe појединости о земљи племена Ровци највећој нахији Црне Горе”.
Руски истраживач Павле Ровински наводи занимљивост да раније у Морачи није било друге цркве осим манастирске, па је тек тада изграђена једна у Горњој Морачи. Сматрао је да је тако уредио српски краљ Стефан Урош, да би манастир обезбедио приходима. Ровински наводи и податак да је у старо доба, за време игумана Димитрија, била гладна година и да је све становништво Мораче и других крајева долазило да једе качамак у манастир. Низ цело манастирско двориште прострто је сукно, које је мењало стол. Доношени су котлови са качамаком и игуман је уз помоћ неколико људи из народа, свакоме стављао по килу или груду качамака.

## Галерија
- Манастирска црква
- Конак и двориште
- Звоник и црква Светог Николе
- Манастир Морача у грбу Колашина